# Gedenk- und Informationsort für die Opfer der nationalsozialistischen „Euthanasie“-Morde

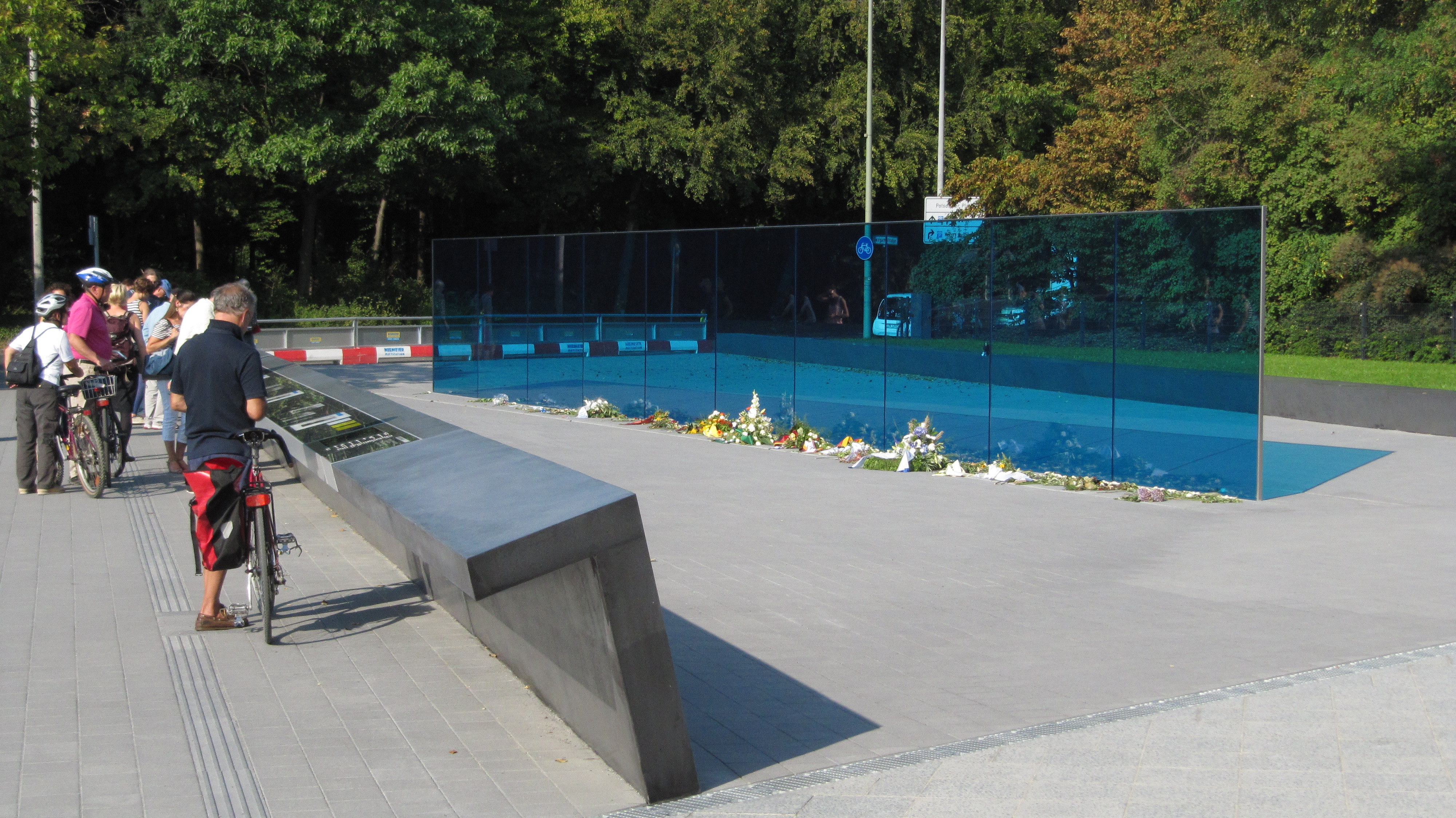
Gedenk- und Informationsort, 2014

Der Gedenk- und Informationsort für die Opfer der nationalsozialistischen „Euthanasie“-Morde ist eine Gedenkstätte in Berlin. Sie erinnert an die Opfer der Krankenmorde in der Zeit des Nationalsozialismus von 1939 bis 1945. Sie befindet sich am historischen Ort der Tiergartenstraße 4 im Ortsteil Tiergarten des Bezirks Mitte. Von dem Gebäude an dieser Adresse aus hatte die damalige „Zentraldienststelle T4“ die systematische Ermordung von Patienten aus Heil- und Pflegeanstalten im Deutschen Reich organisiert. Die Eröffnung des Gedenkortes erfolgte am 2. September 2014.
Der Gedenk- und Informationsort befindet sich in der Nähe der anderen zentralen Gedenkorte zur Erinnerung an die Opfer der NS-Verbrechen am Großen Tiergarten, dem Denkmal für die ermordeten Juden Europas, dem Denkmal für die im Nationalsozialismus ermordeten Sinti und Roma Europas und dem Denkmal für die im Nationalsozialismus verfolgten Homosexuellen. Wie diese wird auch der Gedenk- und Informationsort für die Opfer der nationalsozialistischen „Euthanasie“-Morde von der Stiftung Denkmal für die ermordeten Juden Europas verwaltet.

## Der historische Ort
Die zur Durchführung des Euthanasie-Mordprogramms beauftragte NS-Organisation hatte seit April 1940 ihre Zentrale in einer Villa in der Berliner Tiergartenstraße 4. Diese Adresse führte zur Tarnbezeichnung „Zentraldienststelle T4“. 1944 wurde das Gebäude durch alliierte Luftangriffe schwer beschädigt. Große Teile der T4-Verwaltung waren zu diesem Zeitpunkt bereits in die NS-Tötungsanstalt Hartheim umgezogen. In den 1950er Jahren wurde das Gebäude aufgrund der Kriegszerstörungen abgerissen. In der Nähe entstand 1963 das von Hans Scharoun entworfene Bauensemble der Berliner Philharmonie sowie später eine Endhaltestelle mehrerer Buslinien mit Wendeschleife.

## Erste Gedenkformen

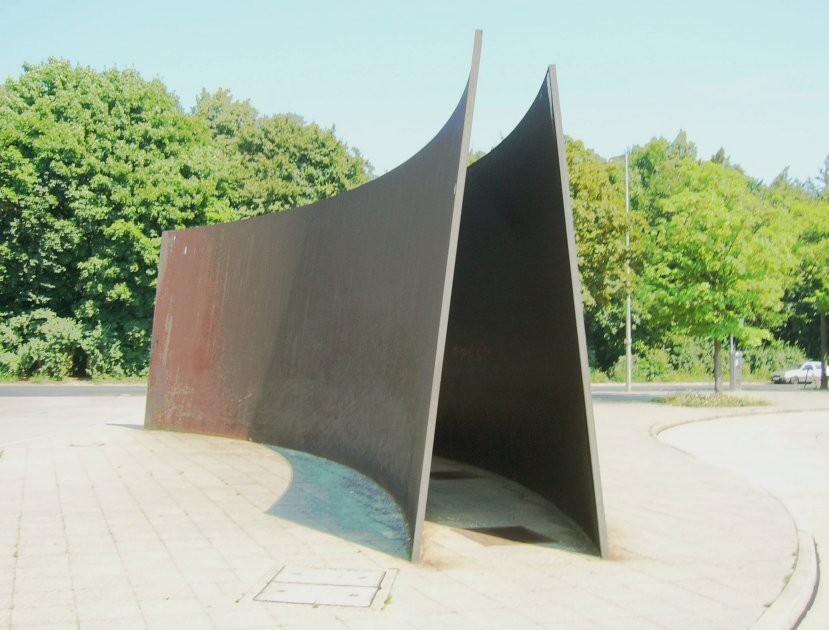
Berlin Junction, Stahl, 1986

Erst in den 1980er Jahren begannen Bürgergruppen, an den früheren Ort der NS-Täter zu erinnern. 1987 wurde eine von dem Historiker Götz Aly konzipierte kleine historische Ausstellung als „Mobiles Museum“ in einem Doppeldeckerbus gezeigt, der mehrere Wochen an der Bushaltestelle vor der Philharmonie parkte. Die auch aufgrund dieser Aktion ausgelöste Debatte über den historischen Ort führte letztlich dazu, dass die Stadt Berlin die an diesem Ort im Januar 1988 aufgestellte großformatige Stahlskulptur Berlin Junction von Richard Serra zu einem Mahnmal für die Opfer der „Euthanasie“-Verbrechen umwidmete. Die Skulptur besteht aus zwei großen fast senkrechten, rostenden Stahlplatten (etwa 3 cm dick und 3 m hoch), die zusammen einen schmalen, leicht gebogenen Gang bilden, der von Besuchern betreten werden kann. Um die Funktion als Mahnmal zu stärken, ließ der Berliner Senat eine Gedenkplatte in den Boden neben der Skulptur ein:

„Tiergartenstraße 4 / Ehre den / vergessenen Opfern

An dieser Stelle, in der Tiergartenstraße 4, wurde ab 1940 der erste nationalsozialistische Massenmord organisiert, genannt nach dieser Adresse ‚Aktion T4‘. 

Von 1939 bis 1945 wurden fast 200.000 wehrlose Menschen umgebracht. Ihr Leben wurde als „lebensunwert“ bezeichnet, ihre Ermordung hieß ‚Euthanasie‘. Sie starben in den Gaskammern von Grafeneck, Brandenburg, Hartheim, Pirna, Bernburg und Hadamar, sie starben durch Exekutionskommandos, durch geplanten Hunger und Gift.

Die Täter waren Wissenschaftler, Ärzte, Pfleger, Angehörige der Justiz, der Polizei, der Gesundheits- und Arbeitsverwaltungen. Die Opfer waren arm, verzweifelt, aufsässig oder hilfsbedürftig. Sie kamen aus psychiatrischen Kliniken und Kinderkrankenhäusern, aus Altenheimen und Fürsorgeanstalten und Lazaretten, aus Lagern.

Die Zahl der Opfer ist groß, gering die Zahl der verurteilten Täter.“

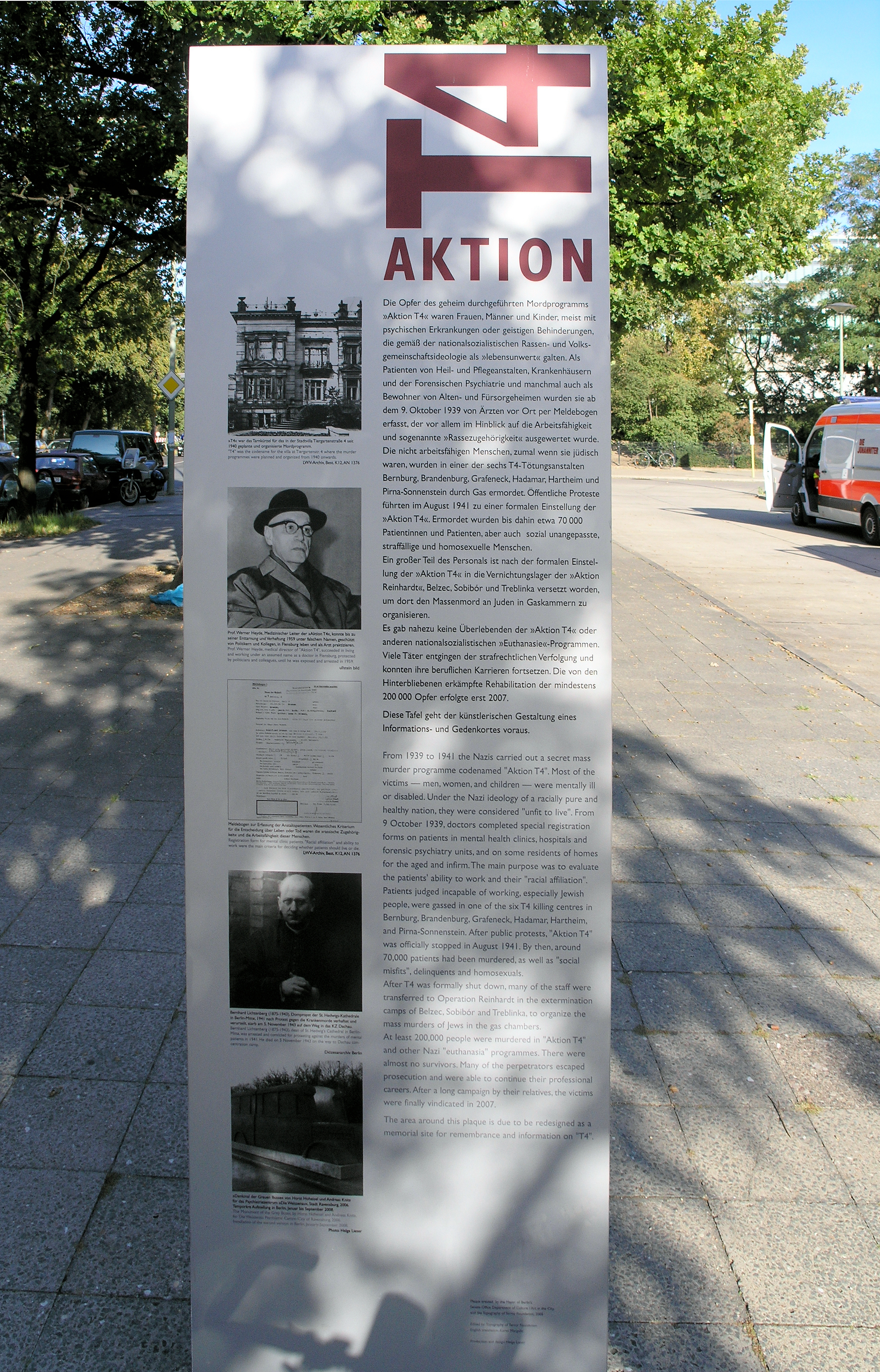
Gedenktafel an der Tiergartenstraße 4

Die Gestaltung des Gedenkortes wurde kritisiert, weil die Gedenkplatte sehr unscheinbar und leicht zu übersehen ist, und die Skulptur, die erst nachträglich der Gedenkstätte zugeordnet wurde, eher als Kunst am Bau wahrgenommen wurde denn als Teil einer Gedenkstätte für „Euthanasie“-Opfer: „Dringlich ist die Frage eines angemessenen nationalen Gedenkens an die Opfer der ‚Euthanasie‘-Morde, da die gegenwärtige Erinnerungsstätte vor der Philharmonie, wenngleich am historischen Ort, als solche kaum wahrgenommen wird.“ Von verschiedenen Gruppen wurde mehrfach an die Vertreter der Bundes- und Berliner Landesregierung der Wunsch nach Gestaltung einer adäquaten Gedenkstätte geäußert.
Als Ergänzung der Serra-Skulptur und der Gedenkplatte wurde 2008 auf dem Gehweg der Tiergartenstraße eine Informationstafel aufgestellt. Ebenfalls im Jahr 2008 stand das mobile Denkmal der Grauen Busse an der Bushaltestelle vor der Philharmonie. Im Jahr 2013 befand sich im Rahmen des Berliner Themenjahres Zerstörte Vielfalt eine temporäre Open-Air-Ausstellung zur Aktion T4 auf dem Philharmonie-Gelände: am Beispiel der Patientin Anna Lehnkering wird der Leidensweg der Opfer bis in deren Tod nachgezeichnet.

## Entscheid für einen Gedenk- und Informationsort

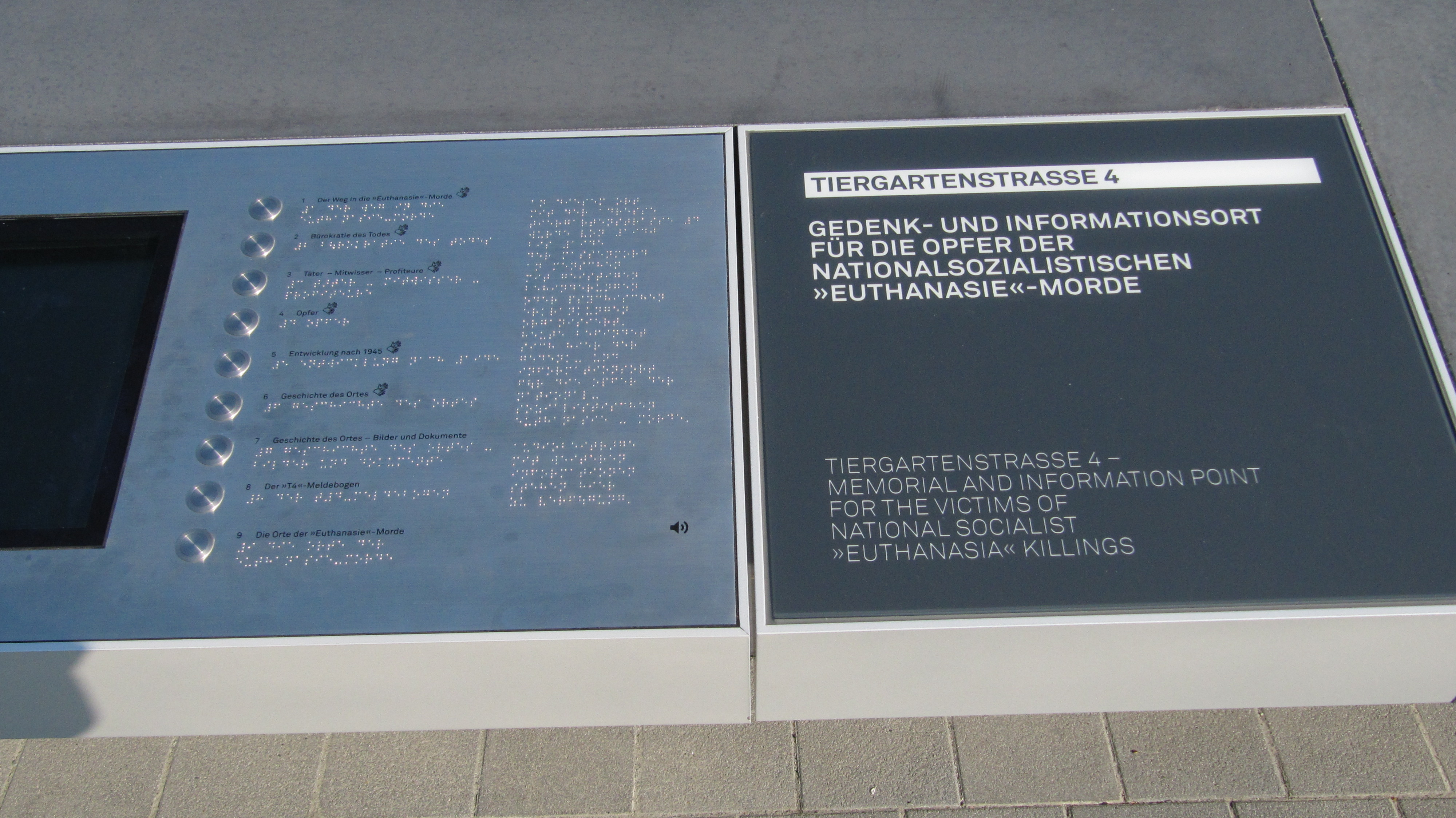
Teil der Beschreibung des Gedenk- und Informationsortes, 2014

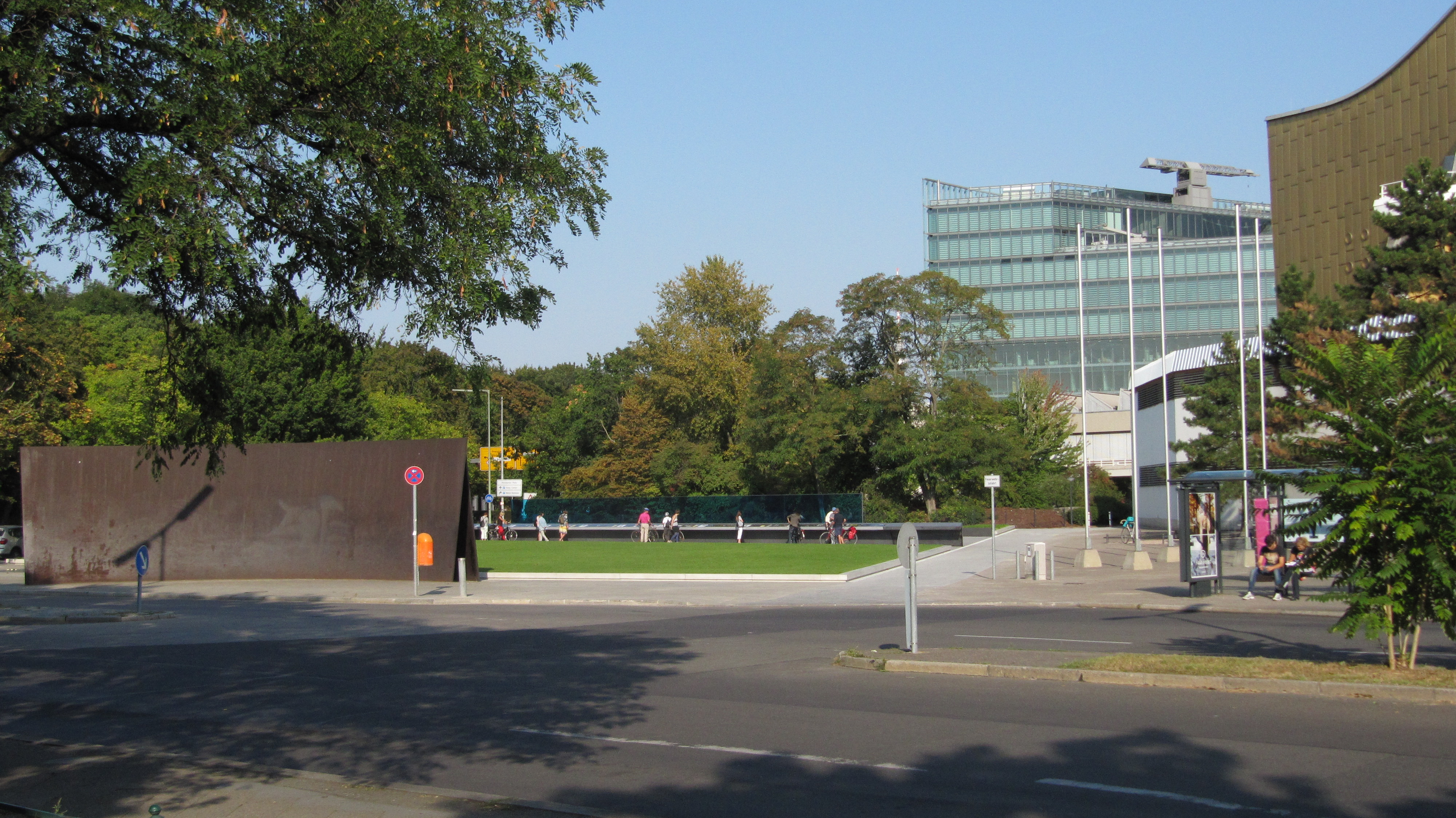
Altes Mahnmal und neuer Gedenk- und Informationsort neben der Philharmonie, 2014

Die Erweiterung der bestehenden Formen der Erinnerung zu einem Gedenk- und Informationsort wurde am 10. November 2011 vom Deutschen Bundestag beschlossen. Die Fraktionen der CDU/CSU, SPD, FDP und Bündnis 90/Die Grünen hatten in ihrem gemeinsamen Antrag den besonderen Stellenwert des Ortes für die deutsche Erinnerungskultur betont: „Für die gesamtgesellschaftliche Wahrnehmung der ‚Euthanasie‘-Morde und ihrer Opfer ist […] die Dokumentation des Verbrechens und die Würdigung der Opfer in Berlin, am Ort der Täter in der Tiergartenstraße 4, dem historischen Ort der Planung der Verbrechen, von übergreifender nationaler Bedeutung.“ Deshalb sei eine „Aufwertung des bereits bestehenden Denkmals für die Opfer der ‚Euthanasie‘-Morde sowie ihre angemessene Würdigung am historischen Standort der Planung und Organisation der ‚Aktion T4‘ in der Tiergartenstraße 4 in Berlin“ notwendig.
Den 2012 ausgelobten Gestaltungswettbewerb gewann der Entwurf einer Arbeitsgemeinschaft bestehend aus der Architektin Ursula Wilms, dem mit ihr verheirateten Landschaftsarchitekten Heinz W. Hallmann (von ihnen stammt auch der Siegerentwurf für das Dokumentationszentrum Topographie des Terrors) und dem Künstler Nikolaus Koliusis. Ihr Konzept setzt auf einer zur Mitte leicht geneigten dunklen Fläche aus anthrazitgefärbtem Betonbelag eine transparente hellblaue 30 m lange Glaswand. Um diese Glaswand herum entstand ein langgezogenes Pult mit Informationstexten, Bildern, Audio- und Videostationen. Der Gedenkort liegt nördlich des Philharmonie-Gebäudes auf der Fläche der früheren Bushaltestelle.